# Acutuncus antarcticus
Acutuncus antarcticus är en djurart som tillhör fylumet trögkrypare, och som först beskrevs av Ferdinand Richters 1904.  I den svenska databasen Dyntaxa används istället namnet Hypsibius antarcticus. Enligt Catalogue of Life ingår Acutuncus antarcticus i släktet Acutuncus och familjen Hypsibiidae, men enligt Dyntaxa är tillhörigheten istället släktet Hypsibius och familjen Hypsibiidae. Arten är reproducerande i Sverige. Inga underarter finns listade i Catalogue of Life.